# John Powell (compositor)
John Powell (Londres, 18 de septiembre de 1963) es un compositor y director de orquesta británico, conocido por sus bandas sonoras para películas. 
Después de estudiar en el Trinity College of Music de Londres, Powell saltó a la fama a finales de los años 1990 y principios del 2000, gracias a sus composiciones para películas animadas y de acción real para directores como Doug Liman y Paul Greengrass. Establecido en Los Ángeles desde 1997 ha compuesto música para más de cincuenta películas. Su composición para Cómo entrenar a tu dragón en el 2010 le valió su primera nominación a los Oscars, en su 83.ª edición. 
Fue miembro del estudio de música de Hans Zimmer, Remote Control Productions, conocido como un equipo de compositores de música cinematográfica que posee un estilo que incorpora elementos de música orquestal tradicional y elementos sintetizados más modernos. Allí colaboró con asiduidad con otro compositores del estudio, tales como Harry Gregson-Williams o el propio Hans Zimmer.

## Biografía
Powell estudió originalmente violín, cuando era niño, antes de estudiar en el Trinity College of Music de Londres. Más tarde se aventuró en el jazz y la música rock, tocando en la banda de soul The Fabulistics. Después de abandonar la universidad compuso música para comerciales, lo que le llevó a trabajar como asistente del compositor Patrick Doyle en varias producciones cinematográficas, incluyendo Mucho ruido y pocas nueces.
En 1995, fue cofundador de la empresa musical Independently Thinking Music, con sede en Londres. La empresa produjo la música para más de 100 comerciales y películas independientes, tanto británicas como francesas.
La primera banda sonora de Powell fue para la serie Stay Lucky, de 1990. Se mudó a Los Ángeles en 1997, donde trabajó para su primera película importante, Face/Off. En 1998 compuso Antz, la primera película animada producida por Dreamworks, donde trabajó junto a Harry Gregson-Williams. Dos años más tarde volvieron a colaborar en la banda sonora de Chicken Run, así como en Shrek un año después. Durante el 2001, Powell también trabajó en Evolution, I am Sam, Just Visiting, y Ratas a la carrera.
En el 2002, Powell fue contratado para componer la música de The Bourne Identity, después de que Carter Burwell abandonara el proyecto. Desde entonces ha compuesto todas las bandas sonoras de las películas dirigidas por Doug Liman. Además, volvió a trabajar en las siguientes dos secuelas de la saga Bourne, The Bourne Supremacy y The Bourne Ultimatum, ambas dirigidas por el director británico Paul Greengrass. En el año 2005 escribió la banda sonora de Sr. y Sra. Smith, también de Doug Liman, así como la partitura de la película Robots.
En el 2006, compuso para la película United 93, de Paul Greengrass, así como la música de Ice Age: The Meltdown, sustituyendo a David Newman que orquestó la primera película de la saga. También compuso para X-Men: The Last Stand, y para Happy Feet, por la que ganó una nominación a la Mejor Música Original para una Película Animada en los BAFTA. En el 2008 colaboró con Hans Zimmer al escribir la partitura de Kung Fu Panda. Ese año también escribió las bandas sonoras de Jumper, Hancock y Bolt, y en el 2009 la tercera entrega de la saga Ice Age, Ice Age: Dawn of the Dinosaurs.
En 2010, Powell compuso la banda sonora de Cómo entrenar a tu dragón, su sexta colaboración para una película animada de Dreamworks, que se convirtió en su primera obra en ser nominada al premio Oscar a la Mejor Banda Sonora. Ese año también compuso Green Zone, de Greengrass, y Knight and Day.
En la actualidad reside en Los Ángeles y está casado con la fotógrafa Melinda Lerner, con quien tiene un hijo.

## Filmografía

### Como compositor
| Año  | Título                                     | Notas                                                                                           |
| ---- | ------------------------------------------ | ----------------------------------------------------------------------------------------------- |
| 1997 | Face/Off                                   |                                                                                                 |
| 1998 | With Friends Like These...                 |                                                                                                 |
| 1998 | Endurance                                  |                                                                                                 |
| 1998 | Antz                                       | Junto a Harry Gregson-Williams                                                                  |
| 1999 | Forces of Nature                           |                                                                                                 |
| 1999 | Chill Factor                               | Junto a Hans Zimmer                                                                             |
| 2000 | The Road to El Dorado                      | Junto a Hans Zimmer                                                                             |
| 2000 | Chicken Run                                | Junto a Harry Gregson-Williams                                                                  |
| 2001 | Just Visiting                              |                                                                                                 |
| 2001 | Shrek                                      | Junto a Harry Gregson-Williams                                                                  |
| 2001 | Evolution                                  |                                                                                                 |
| 2001 | Rat Race                                   |                                                                                                 |
| 2001 | I Am Sam                                   | Música adicional de Heitor Pereira                                                              |
| 2002 | D-Tox                                      |                                                                                                 |
| 2002 | The Bourne Identity                        | En reemplazo de Carter Burwell                                                                  |
| 2002 | Drumline                                   |                                                                                                 |
| 2002 | The Adventures of Pluto Nash               |                                                                                                 |
| 2002 | Two Weeks Notice                           |                                                                                                 |
| 2003 | Stealing Sinatra                           | Película para televisión                                                                        |
| 2003 | Agent Cody Banks                           |                                                                                                 |
| 2003 | The Italian Job                            |                                                                                                 |
| 2003 | Gigli                                      |                                                                                                 |
| 2003 | Paycheck                                   |                                                                                                 |
| 2004 | The Bourne Supremacy                       |                                                                                                 |
| 2004 | Mr. 3000                                   |                                                                                                 |
| 2004 | Alfie                                      |                                                                                                 |
| 2005 | Be Cool                                    |                                                                                                 |
| 2005 | Robots                                     |                                                                                                 |
| 2005 | Mr. & Mrs. Smith                           |                                                                                                 |
| 2006 | Ice Age: The Meltdown                      |                                                                                                 |
| 2006 | United 93                                  |                                                                                                 |
| 2006 | X-Men: The Last Stand                      |                                                                                                 |
| 2006 | Happy Feet                                 |                                                                                                 |
| 2007 | The Bourne Ultimatum                       |                                                                                                 |
| 2007 | P.S. I Love You                            |                                                                                                 |
| 2008 | Jumper                                     |                                                                                                 |
| 2008 | Dr. Seuss' Horton Hears a Who!             | Música adicional de James McKee Smith, John Ashton Thomas, y Paul Mounsey.                      |
| 2008 | Stop-Loss                                  |                                                                                                 |
| 2008 | Kung Fu Panda                              | Junto a Hans Zimmer                                                                             |
| 2008 | Hancock                                    |                                                                                                 |
| 2008 | Bolt                                       | Música adicional de Paul Mounsey                                                                |
| 2009 | Ice Age: Dawn of the Dinosaurs             | Música adicional de Paul Mounsey                                                                |
| 2010 | Green Zone                                 | Música adicional de Paul Mounsey                                                                |
| 2010 | How to Train Your Dragon                   | Música adicional de Paul Mounsey                                                                |
| 2010 | Fair Game                                  | Música adicional de Paul Mounsey                                                                |
| 2010 | Knight and Day                             | Música adicional de Paul Mounsey                                                                |
| 2011 | Mars Needs Moms                            | Música adicional de Paul Mounsey                                                                |
| 2011 | Rio                                        | Música adicional de Paul Mounsey                                                                |
| 2011 | Kung Fu Panda 2                            | Junto a Hans Zimmer Música adicional de Paul Mounsey y Dominic Lewis                            |
| 2011 | Happy Feet Two                             | Música adicional de Paul Mounsey                                                                |
| 2012 | Dr. Seuss' The Lorax                       | Canciones con letra de Cinco Paul Música adicional de Paul Mounsey                              |
| 2012 | Ice Age: Continental Drift                 | Música adicional de Paul Mounsey                                                                |
| 2014 | Rio 2                                      | Música adicional de Anthony Willis y Paul Mounsey                                               |
| 2014 | How to Train Your Dragon 2                 | Música adicional de Anthony Willis y Paul Mounsey                                               |
| 2015 | Pan                                        | Música adicional de Anthony Willis, Batu Sener y Paul Mounsey                                   |
| 2016 | Jason Bourne                               | Junto a David Buckley Música adicional de Batu Sener                                            |
| 2017 | Ferdinand                                  | Música adicional de Anthony Willis, Batu Sener y Paul Mounsey                                   |
| 2018 | Solo: A Star Wars Story                    | Temas originales de John Williams Música adicional de Anthony Willis, Batu Sener y Paul Mounsey |
| 2019 | How to Train Your Dragon: The Hidden World | Música adicional de Anthony Willis, Batu Sener y Paul Mounsey                                   |
| 2020 | The Call of the Wild                       | Música adicional de Batu Sener y Paul Mounsey                                                   |
| 2021 | Locked Down                                | Música adicional de Batu Sener                                                                  |
| 2022 | Don't Worry Darling                        | Música adicional de Batu Sener                                                                  |
| 2023 | Still: A Michael J. Fox Movie              | Documental para Apple TV+ Música adicional de Batu Sener                                        |
| 2023 | Migration                                  | Música adicional de Batu Sener                                                                  |
| 2024 | That Christmas                             | Música adicional de Anthony Willis, Batu Sener y Markus Siegel                                  |
| 2024 | Thelma la unicornio                        | Música adicional de Batu Sener                                                                  |
| 2024 | Wicked                                     | Junto a Stephen Schwartz                                                                        |
| 2025 | How to Train Your Dragon                   | Reinicio de imagen real                                                                         |

### Otros
| Año  | Título               | Notas                                                                                  |
| ---- | -------------------- | -------------------------------------------------------------------------------------- |
| 2021 | Encanto              | Música de Germaine Franco Supervisor de partituras                                     |
| 2022 | Ice Age: Scrat Tales | Serie animada para Disney+ Música de Betu Sener Compositor de "Scrat Tales End Titles" |

## Premios y nominaciones
Premios Óscar
| Año  | Categoría      | Película                 | Resultado |
| ---- | -------------- | ------------------------ | --------- |
| 2011 | Mejor película | How to Train Your Dragon | Nominado  |

| Año  | Película                                   | Premio                                                   | Categoría                                                                     | Resultado |
| ---- | ------------------------------------------ | -------------------------------------------------------- | ----------------------------------------------------------------------------- | --------- |
| 1998 | Face/Off                                   | Premios Saturn                                           | Mejor banda sonora                                                            | Nominado  |
| 1999 | Antz                                       | Premios Annie                                            | Mejor música en un filme animado (junto a Harry Gregson-Williams)             | Nominado  |
| 2000 | The Road to El Dorado                      | Premios Annie                                            | Mejor música en un filme animado (junto a Hans Zimmer, Elton John y Tim Rice) | Nominado  |
| 2001 | The Road to El Dorado                      | Premios Saturn                                           | Mejor banda sonora                                                            | Nominado  |
| 2001 | Shrek                                      | Premios Annie                                            | Mejor música en un filme animado (junto a Harry Gregson-Williams)             | Ganador   |
| 2002 | Shrek                                      | Premios BAFTA                                            | BAFTA a la mejor música original (junto a Harry Gregson-Williams)             | Nominado  |
| 2002 | Shrek                                      | Premios Ivor Novello                                     | Mejor banda sonora original (junto a Harry Gregson-Williams)                  | Ganador   |
| 2002 | Shrek                                      | Premios Saturn                                           | Mejor banda sonora (junto a Harry Gregson-Williams)                           | Nominado  |
| 2005 | Alfie                                      | Premios Satellite                                        | Mejor banda sonora                                                            | Nominado  |
| 2007 | Ice Age: The Meltdown                      | Premios Annie                                            | Mejor música en un filme animado                                              | Nominado  |
| 2007 | Ice Age: The Meltdown                      | Premios Ivor Novello                                     | Mejor banda sonora original                                                   | Ganador   |
| 2007 | X-Men: The Last Stand                      | Premios Saturn                                           | Mejor banda sonora                                                            | Nominado  |
| 2007 | Happy Feet                                 | Premios BAFTA                                            | BAFTA a la mejor música original                                              | Nominado  |
| 2008 | Happy Feet                                 | Premios Grammy                                           | Mejor banda sonora para medio audiovisual                                     | Nominado  |
| 2008 | The Bourne Ultimatum                       | Premios Saturn                                           | Mejor banda sonora                                                            | Nominado  |
| 2008 | Dr. Seuss' Horton Hears a Who!             | Premios Satellite                                        | Mejor banda sonora                                                            | Nominado  |
| 2009 | Dr. Seuss' Horton Hears a Who!             | Premios Annie                                            | Mejor música en un filme animado                                              | Nominado  |
| 2009 | Jumper                                     | Premios Saturn                                           | Mejor banda sonora                                                            | Nominado  |
| 2009 | Kung Fu Panda                              | Premios Annie                                            | Mejor música en un filme animado (junto a Hans Zimmer)                        | Ganador   |
| 2010 | Ice Age: Dawn of the Dinosaurs             | Premios Annie                                            | Mejor música en un filme animado                                              | Nominado  |
| 2010 | Ice Age: Dawn of the Dinosaurs             | Premios Ivor Novello                                     | Mejor banda sonora original                                                   | Ganador   |
| 2011 | How to Train Your Dragon                   | Asociación de Críticos de Cine de Houston                | Mejor banda sonora                                                            | Ganador   |
| 2011 | How to Train Your Dragon                   | Premios Annie                                            | Mejor música en un filme animado                                              | Ganador   |
| 2011 | How to Train Your Dragon                   | Premios BAFTA                                            | BAFTA a la mejor música original                                              | Nominado  |
| 2011 | How to Train Your Dragon                   | Premios Ivor Novello                                     | Mejor banda sonora original                                                   | Ganador   |
| 2011 | How to Train Your Dragon                   | Premios Saturn                                           | Mejor banda sonora                                                            | Nominado  |
| 2012 | Rio                                        | Premios Annie                                            | Mejor música en un filme animado                                              | Nominado  |
| 2013 | Dr. Seuss' The Lorax                       | Premios Annie                                            | Mejor música en un filme animado                                              | Nominado  |
| 2013 | Dr. Seuss' The Lorax                       | Premios Ivor Novello                                     | Mejor banda sonora original                                                   | Nominado  |
| 2013 | Ice Age: Continental Drift                 | Premios Annie                                            | Mejor música en un filme animado                                              | Nominado  |
| 2014 | How to Train Your Dragon 2                 | Premios de Música de Hollywood de Medios de Comunicación | Mejor canción original para película animada (junto a Jónsi)                  | Nominado  |
| 2014 | How to Train Your Dragon 2                 | Premios de Música de Hollywood de Medios de Comunicación | Mejor banda sonora original para película animada                             | Ganador   |
| 2015 | How to Train Your Dragon 2                 | Premios Annie                                            | Mejor música en un filme animado (junto a Jónsi)                              | Ganador   |
| 2015 | How to Train Your Dragon 2                 | Premios Saturn                                           | Mejor banda sonora                                                            | Nominado  |
| 2016 | Pan                                        | Premios Ivor Novello                                     | Mejor banda sonora original                                                   | Nominado  |
| 2019 | -                                          | Premios Grammy                                           | Mejor arreglo, instrumental o a cappella (por "Madrid Finale")                | Nominado  |
| 2019 | -                                          | Premios Grammy                                           | Mejor composición instrumental (por "Mine Mission", junto a John Williams)    | Nominado  |
| 2019 | How to Train Your Dragon: The Hidden World | Asociación de Críticos de Cine de San Luis               | Mejor banda sonora                                                            | Nominado  |
| 2019 | How to Train Your Dragon: The Hidden World | Premios de Música de Hollywood de Medios de Comunicación | Mejor banda sonora original para película animada                             | Ganador   |
| 2023 | Don't Worry Darling                        | Premios Ivor Novello                                     | Mejor banda sonora original                                                   | Ganador   |
| 2023 | Still: A Michael J. Fox Movie              | Premios de Música de Hollywood de Medios de Comunicación | Mejor banda sonora original para documental                                   | Ganador   |
| 2023 | Still: A Michael J. Fox Movie              | Premios Primetime Emmy                                   | Mejor composición musical en una miniserie, telefilme o especial              | Ganador   |
| 2023 | Migration                                  | Premios de Música de Hollywood de Medios de Comunicación | Mejor banda sonora original para película animada                             | Nominado  |